# Constructivisme (filosofie)
Het constructivisme of constructionisme is een groep van kennistheorieën die de nadruk legt op het feit dat kennis tot stand komt door een actieve constructie, eerder dan een passieve representatie van de werkelijkheid. Waaruit juist deze actieve daad van constructie bestaat, en welke dingen juist geconstrueerd worden, is object van onenigheid. Zo kan het verwijzen naar een individueel psychisch proces waarin de menselijke hersenen de werkelijkheid op een getransformeerde manier weergeven, een transcendentaal proces van het subject die de wereld vormgeeft via een reeks categorieën, een sociaal proces waarin de maatschappij de ervaring van de wereld vormgeeft, of een materieel proces waarin wetenschappelijke instrumenten de wereld transformeren en nieuwe fenomenen creëren.

## Cognitief constructivisme
Binnen de psychologie verwijst constructivisme vaak naar theorieën die uiteenzetten hoe de menselijke geest de werkelijkheid niet afbeelden zoals die werkelijk is, maar actief vormgeven op basis van hersenprocessen en het functioneren van onze zintuigen. Hoewel de mens bijvoorbeeld de werkelijkheid in kleuren waarneemt (groen gras, blauwe lucht) kan men stellen dat in werkelijkheid deze kleuren niet bestaan, maar dat men enkel lichtgolven weerkaatst ziet met een bepaalde frequentie. In die zin construeert het menselijk denken dus de kleuren.
Meer concreet vindt men constructivistische theorieën terug in het werk van Jean Piaget. Breder kent het ook invloed op het constructivistisch onderwijs en het werk van auteurs als Seymour Papert, hoewel hier ook de invloed van het sociaal constructivisme speelt.

## Idealisme
Filosofisch gezien gaat het idee van constructivisme terug op het transcendentaal idealisme van Immanuel Kant. Een van Kants centrale stellingen was dat we de werkelijkheid op zich niet waarnemen, maar dat elke ervaring daarentegen vorm krijgt doordat ze onderworpen wordt aan de categorieën van ons verstand. Wanneer twee biljartballen tegen elkaar stoten, zien we dit alsof de ene bal de beweging van de andere veroorzaakt. We zien dus oorzakelijkheid, hoewel die feitelijk niet empirisch gegeven is, want we merken alleen dat de ene bal stopt met bewegen en de andere begint. Volgens Kant is de categorie van oorzakelijkheid deel van het menselijk verstand en kunnen we niet anders dan fenomenen in de werkelijk via categorieën zoals oorzakelijkheid en andere ervaren.
Dit trancendentaal idealisme, waarin de wereld die we ervaren dus (deels) is vormgegeven door ons denken, heeft een grote invloed gehad op de hedendaagse filosofie. Gelijkaardige theorieën vindt men dan ook in het Duits idealisme, de fenomenologie, de Wiener Kreis, het structuralisme, het poststructuralisme en de postmoderne filosofie. Binnen de analytische filosofie vindt men een vorm van constructivisme ook terug bij Nelson Goodman en Bas van Fraassen.
In de 20ste-eeuwse Duitse filosofie werd ook een specifieke vorm van constructivisme ontwikkeld, geassocieerd met de zogenaamde 'Erlangen school'. Teruggaand op het werk van Hugo Dingler, werkten auteurs zoals Paul Lorenzen, Jürgen Mittelstrass en Peter Janich een vorm van 'methodisch constructivisme' of 'methodisch culturalisme' uit. Hun vertrekpunt is dat alle wetenschappen uiteindelijk gefundeerd zijn in operationele handelingen die aan de grondslag liggen van onze meetinstrumenten, zoals meters en klokken, die op hun beurt de basis zijn voor wetenschappelijke theorieën.

## Sociaal constructivisme
Sociaal constructivisme of sociaal constructionisme is de theorie dat onze ervaring van de wereld (deels) geconstrueerd wordt door sociale processen die afhangen van de maatschappij waarin we leven. Deze benadering kent veel aanhang binnen de sociologie, psychologie, culturele studies en internationale betrekkingen. 
De term werd het eerst gebezigd in een boek van Peter Berger en Thomas Luckmann getiteld The social construction of reality (1966). Geïnspireerd door de fenomenologische sociologie stelden zij dat werkelijkheid die de doorsnee mens ervaart niet gebaseerd is op theoretische overtuigingen, maar vormgegeven wordt door socialisatie. Hoe we de werkelijkheid ervaren en benoemen hangt dus af van de normen en waarden die gelden in de maatschappij.  
Al snel werd deze benadering geradicaliseerd op twee wijzen. Allereerst werd het in de jaren 70 door sociologen zoals David Bloor en Barry Barnes in hun wetenschapssociologie uitgebreid naar wetenschappelijke kennis. Dus niet enkel alledaagse ervaringen, zoals Berger en Luckmann nog betoogden, maar ook wetenschappelijke kennis is een sociale constructie. De reden waarom bepaalde wetenschappelijke theorieën worden aanvaard of betwist hangt volgens hen (deels) af van sociale normen en interesses die meespelen. Deze uitbreiding kreeg al snel veel reacties, en speelt een cruciale rol in de zogenaamde science studies. Men vindt gelijkaardige ideeën bij Harry Collins, Bruno Latour, Andrew Pickering, Joseph Rouse, Steven Shapin en Steve Woolgar. Tegelijkertijd kwam er ook veel kritiek op dit soort benaderingen, bijvoorbeeld bij Larry Laudan, Ian Hacking en John Searle, omdat het tot een onhoudbaar relativisme zou leiden.
Een gelijkaardig programma binnen de sociologie kwam ook tot stand met betrekking tot technologie, de zogenaamde Social construction of technology (SCOT) met auteurs zoals Wiebe Bijker en Trevor Pinch.
Gelijktijdig werd het sociaal constructivisme ook omgevormd op een andere wijze, namelijk door het te combineren met een sterk kritisch perspectief vanuit de conflictsociologie en het werk van auteurs zoals Michel Foucault. Bepaalde onderscheidingen waarin een maatschappij belang hecht, zoals blank/zwart, man/vrouw of ziek/gezond, zouden geen natuurlijke onderscheidingen zijn, maar sociale constructies die bovendien bepaalde machtsongelijkheden in de hand werkten. Aantonen dat iets een sociale constructie is, wordt hier dan ook vaak gezien als een ontmaskering of kritiek: het is geen natuurlijk of neutraal verschijnsel, maar een politiek fenomeen dat ongelijkheid en onrechtvaardigheid in stand zou houden. 
Deze denktrant vindt men bijvoorbeeld heel sterk in de feministische filosofie van auteurs als Donna Haraway, Sandra Harding, Evelyn Fox Keller of Londa Schiebinger. Zij stellen dat bepaalde onderscheidingen, vaak gerelateerd aan man/vrouw, sociale constructies zijn, en een hiërarchie invoeren. Rationaliteit en objectiviteit worden bijvoorbeeld klassiek met mannelijkheid gelinkt, terwijl andere perspectieven in de wetenschap en de maatschappij vertrekkend vanuit relationaliteit, narrativiteit en betrokkenheid gelinkt worden met vrouwelijkheid en als minderwaardig beschouwd worden.

## Nieuw experimentalisme
Een perspectief dat nauw aansluit bij sociaal constructivisme en filosofisch idealisme, maar er toch van onderscheiden kan worden, vindt men terug bij het zogenaamde nieuw experimentalisme of de filosofie van het experiment. In de jaren 80 pleitte een groep filosofen en wetenschappers ervoor dat binnen de wetenschapsfilosofie er te weinig aandacht was voor het experiment, en men enkel focuste op logica, taal en theorie. Auteurs zoals Ian Hacking, Peter Galison en Allan Franklin wezen op de rol van experimenten in het tot stand komen van wetenschappelijk kennis. 
Vaak ook, zo stelden ze, doen experimenten meer dan het testen van theorieën. Hacking stelt bijvoorbeeld dat experimenten ook instaan voor het creëren van nieuwe fenomenen, zoals lasers en masers, die niet of zelden zonder menselijke interventie tot stand komen. Kennis is dus een product van constructie, maar constructie in de zin dat experimenten interveniëren in de werkelijkheid en deze veranderen.
Deze groep denkers is vaak in discussie getreden met sociaal constructivisme, waardoor wederzijdse invloed duidelijk aanwezig is. Zo vindt men gelijkaardige ideeën bij de eerder vernoemde Latour of Pickering. Omgekeerd is Hacking ook sterk beïnvloed door Foucault en werkt hij ook een hele theorie uit over de sociale constructie van autisme of kindermisbruik.
Gelijksoortige ideeën rond experimenten zijn ook terug te vinden bij denkers zoals de eerder vernoemde Dingler, of binnen het werk van vroegere Franse wetenschapsfilosofie van Pierre Duhem of Gaston Bachelard, die reflecties uitwerkten over chemische synthese en fenomenen zoals het zeemaneffect. Onafhankelijk van deze Amerikaanse filosofen werkte de Nederlandse filosoof Hans Radder een vergelijkbaar perspectief op experimenten uit, ditmaal geïnspireerd door de vroege Jürgen Habermas.